# Установления справедливости
«Установления справедливости» (итал. Ordinamenti della giustizia) — конституция Флорентийской республики; была принята 15 января 1293 года в интересах «старших цехов», первый в Европе антифеодальный закон.
«Установления справедливости» лишали аристократические феодальные фамилии политических и гражданских прав. Знатные семьи должны были выселиться из города. Реальная власть перешла к «старшим цехам», «жирному народу».
Правительством Флоренции стала синьория — совет из девяти приоров (семь из которых избирались «старшими цехами», два — «младшими цехами»). Охрана конституции и проведение нового порядка были поручены гонфалоньеру справедливости, высшему должностному лицу, командовавшему городским ополчением. 6 июля 1295 года к «Установлениям справедливости» были сделаны поправки, которые дали некоторые уступки грандам. Подобные «Установлениям справедливости» законы были приняты в Болонье (1256 год), Сиенской республике (1277 год) и других городах.